# Air Slovakia
Air Slovakia was een Slowaakse luchtvaartmaatschappij met thuisbasis in Bratislava.

## Geschiedenis
Air Slovakia werd opgericht in 1993 onder de naam Air Terrex Slovakia. In 1994 werd de huidige naam ingevoerd. In 2006 werd de maatschappij overgenomen door Harjinder Singh Sidhu uit India.

## Vloot
De vloot van Air Slovakia bestaat uit: ( mei 2019)
- 1 Boeing B-737-200
- 3 Boeing B-737-300
- 2 Boeing B-757-200